# Paardensport op de Olympische Zomerspelen 1928

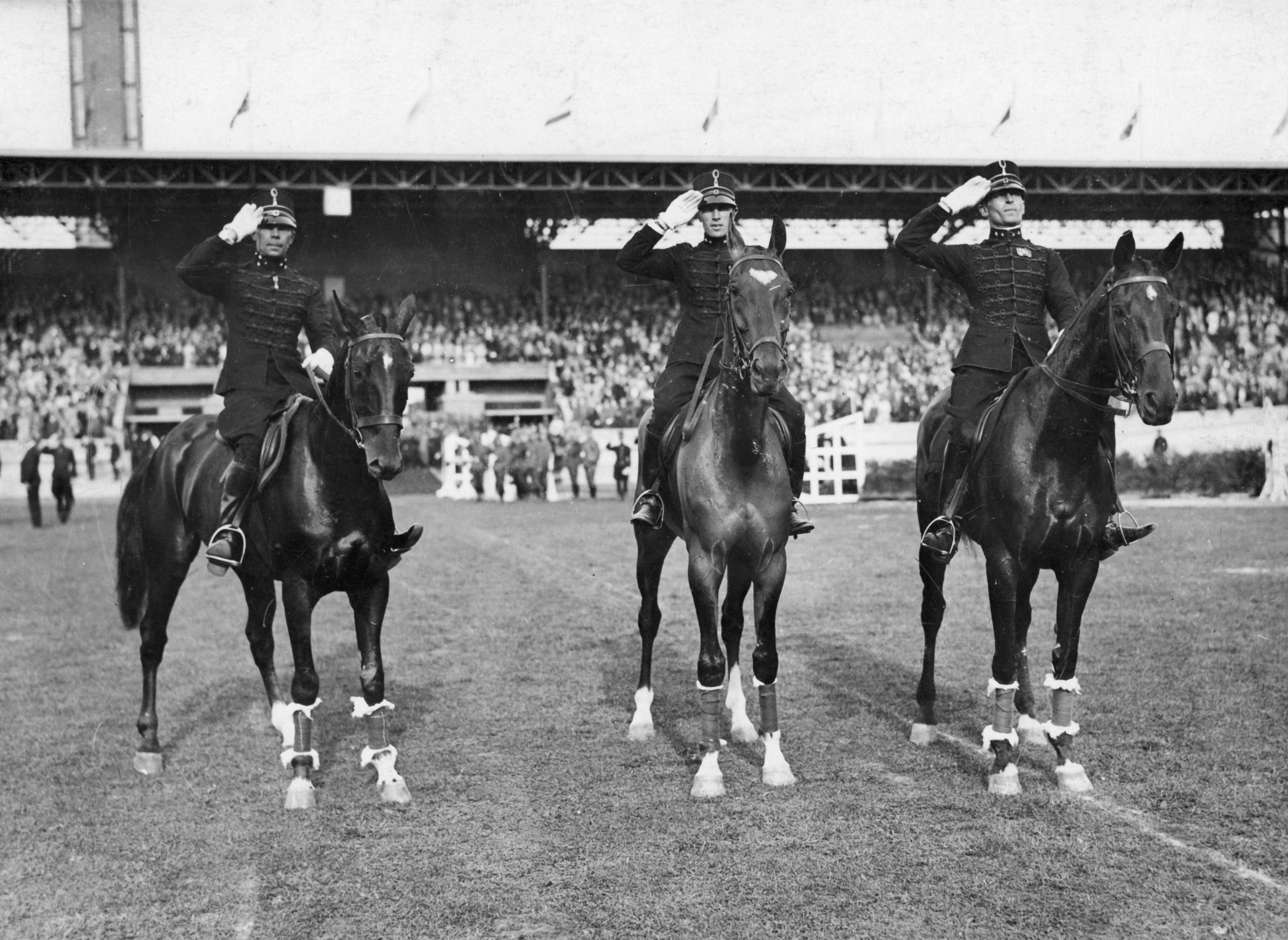
Gerard de Kruijff, Charles Pahud de Mortanges en Dolf van der Voort van Zijp (v.l.n.r.) winnen goud bij de eventing-teamwedstrijd

Paardensport is een van de sporten die beoefend werden tijdens de Olympische Zomerspelen 1928 in Amsterdam. Een deel van de wedstrijden werd in Amsterdam verwerkt, voor de cross country en aanverwante onderdelen werd uitgeweken naar de renbaan tussen Bussum en Hilversum. Daarvandaan werd via de heide en bossen naar Soest en Lage Vuursche geracet. De bijbehorende dressuurproeven vonden plaats op het sportpark van Hilversum.

## dressuur

### individueel
| rang   | sporter                   | paard        | land | score  |
| ------ | ------------------------- | ------------ | ---- | ------ |
| Goud   | Carl Friedrich von Langen | Draufgänger  | GER  | 237.42 |
| Zilver | Charles Marion            | Linon        | FRA  | 231.00 |
| Brons  | Ragnar Olson              | Günstling    | SWE  | 229.78 |
| 4      | Janne Lundblad            | Blackmar     | SWE  | 226.70 |
| 5      | Emanuel Thiel             | Loki         | TCH  | 225.96 |
| 6      | Hermann Linkenbach        | Gimpel       | GER  | 224.26 |
| 7      | Robert Wallon             | Clough-banck | FRA  | 224.08 |
| 8      | Jan van Reede             | Hans         | NED  | 220.70 |

### team
| rang   | sporter                                                                  | paard                        | land | score                | totaal |
| ------ | ------------------------------------------------------------------------ | ---------------------------- | ---- | -------------------- | ------ |
| Goud   | Carl Friedrich von Langen Hermann Linkenbach Eugen Freiherr von Lotzbeck | Draufgänger Gimpel Caracalla | GER  | 237.42 224.26 208.04 | 669.72 |
| Zilver | Ragnar Olson Janne Lundblad Carl Bonde                                   | Günstling Blackmar Ingo      | SWE  | 229.78 226.70 194.38 | 650.86 |
| Brons  | Jan van Reede Pierre Versteegh Gerard le Heux                            | Hans His Excellence Valérine | NED  | 220.70 216.44 205.82 | 642.96 |
| 4      | Charles Marion Robert Wallon Pierre Danloux                              | Linon Clough-banck Rempart   | FRA  | 231.00 224.08 187.10 | 642.18 |
| 5      | Emanuel Thiel Otto Schöniger Jaroslav Hanf                               | Loki Ex Elegán               | TCH  | 225.96 210.28 201.70 | 637.94 |
| 6      | Arthur von Pongracz Wilhelm Jaich Gustav Grachegg                        | Turridu Grat Daniel          | AUT  | 204.28 204.16 191.96 | 600.40 |
| 7      | Adolphe Mercier Otto Frank Werner Stuber                                 | Queen-Mary Solon Ulhard      | SUI  | 203.34 190.62 175.12 | 569.08 |
| 8      | Oscar Lints Henri Laame René Delrue                                      | Rira-t-elle Belga Dreypuss   | BEL  | 185.86 167.70 146.14 | 499.70 |

## eventing

### individueel
| rang   | sporter                     | paard        | land | score   |
| ------ | --------------------------- | ------------ | ---- | ------- |
| Goud   | Charles Pahud de Mortanges  | Marcroix     | NED  | 1969.82 |
| Zilver | Gerard de Kruijff           | Va-t‘En      | NED  | 1967.26 |
| Brons  | Bruno Neumann               | Ilja         | GER  | 1944.42 |
| 4      | Dolf van der Voort van Zijp | Silver Piece | NED  | 1928.60 |
| 5      | Hans Olof von Essen         | El Kaid      | FIN  | 1924.64 |
| 6      | Bjart Ording                | And-Over     | NOR  | 1912.98 |
| 7      | Nils Kettner                | Caesar       | SWE  | 1901.66 |
| 8      | Arthur Quist                | Hidalgo      | NOR  | 1895.14 |

### team
| rang   | sporter                                                                  | paard                         | land | score                   | totaal  |
| ------ | ------------------------------------------------------------------------ | ----------------------------- | ---- | ----------------------- | ------- |
| Goud   | Charles Pahud de Mortanges Gerard de Kruijff Dolf van der Voort van Zijp | Marcroix Va-t‘En Silver Piece | NED  | 1969.82 1967.26 1928.60 | 5865.68 |
| Zilver | Bjart Ording Arthur Quist Eugen Johansen                                 | And-Over Hidalgo Baby         | NOR  | 1912.98 1895.14 1587.56 | 5395.68 |
| Brons  | Michał Antoniewicz Józef Trenkwald Karol Rómmel                          | Moja Miła Lwi Pazur Doneuse   | POL  | 1822.50 1645.20 1600.22 | 5067.92 |

Er namen in totaal 14 teams deel, slechts 3 teams wisten met 3 ruiters de wedstrijd te voltooien.

## springconcours

### individueel
| rang   | sporter                   | paard    | land | score |
| ------ | ------------------------- | -------- | ---- | ----- |
| Goud   | František Ventura         | Eliot    | TCH  | 0     |
| Zilver | Pierre Bertran de Balanda | Papillon | FRA  | 0     |
| Brons  | Charles-Gustave Kuhn      | Pepita   | SUI  | 0     |
| 4      | Kazimierz Gzowski         | Mylord   | POL  | 0     |
| 5      | José Navarro Morenés      | Zapatazo | ESP  | 0     |
| 6      | Karl Hansén               | Gerold   | SWE  | 0     |
| 7      | Francisco Fourquet        | Capineca | ITA  | 0     |
| 8      | Alphonse Gemuseus         | Lucette  | SUI  | 2     |

### team
| rang   | sporter                                                                           | paard                              | land | score  | totaal |
| ------ | --------------------------------------------------------------------------------- | ---------------------------------- | ---- | ------ | ------ |
| Goud   | José Navarro Morenés José Álvarez de Bohórquez Julio García Fernández de los Ríos | Zapatazo Zalamero Revistada        | ESP  | 0 2    | 4      |
| Zilver | Kazimierz Gzowski Kazimierz Szosland Michał Antoniewicz                           | Mylord Ali Readgleadt              | POL  | 0 2 6  | 8      |
| Brons  | Karl Hansén Carl Björnstjerna Ernst Hallberg                                      | Gerold Kornott Loke                | SWE  | 0 2 8  | 10     |
| 4      | Pierre Bertran de Balanda Jacques Couderc de Fonlongue Pierre Clavé               | Papillon Valangerville Le Trouvère | FRA  | 0 4 8  | 12     |
| 4      | Francisco Fourquet Alessandro Bettoni Cazzago Tommaso Lequio di Assaba            | Capineca Aladino Trebecco          | ITA  | 0 6    | 12     |
| 4      | Luís Ivens Ferraz Henrique de Sousa Martins José Mouzinho de Albuquerque          | Marco Visconti Avro Hebraico       | POR  | 4      | 12     |
| 7      | Eduard Krüger Richard Sahla Carl-Friedrich Freiherr von Langen                    | Donauwelle Correggio Falkner       | GER  | 2 4 8  | 14     |
| 8      | Charles-Gustave Kuhn Alphonse Gemuseus Pierre de Muralt                           | Pepita Lucette Notas               | SUI  | 0 2 16 | 18     |
| 9      |                                                                                   |                                    | USA  |        | 22     |
| 10     | Gerard de Kruijff Antonius Colenbrander Charles Labouchere                        |                                    | NED  | 8 10   | 26     |

## Medaillespiegel
| rang   | land              | goud | zilver | brons | totaal |
| ------ | ----------------- | ---- | ------ | ----- | ------ |
| 1      | Nederland         | 2    | 1      | 1     | 4      |
| 2      | Duitsland         | 2    | 0      | 1     | 3      |
| 3      | Tsjecho-Slowakije | 1    | 0      | 0     | 1      |
| 3      | Spanje            | 1    | 0      | 0     | 1      |
| 5      | Frankrijk         | 0    | 2      | 0     | 2      |
| 6      | Zweden            | 0    | 1      | 2     | 3      |
| 7      | Polen             | 0    | 1      | 1     | 2      |
| 8      | Noorwegen         | 0    | 1      | 0     | 1      |
| 9      | Zwitserland       | 0    | 0      | 1     | 1      |
| totaal | totaal            | 6    | 6      | 6     | 18     |

Parijs 1900 · 
Stockholm 1912 · 
Antwerpen 1920 · 
Parijs 1924 · 
Amsterdam 1928 · 
Los Angeles 1932 · 
Berlijn 1936 · 
Londen 1948 · 
Helsinki 1952 · 
Melbourne 1956 · 
Rome 1960 · 
Tokio 1964 · 
Mexico-stad 1968 · 
München 1972 · 
Montréal 1976 · 
Moskou 1980 · 
Los Angeles 1984 · 
Seoel 1988 · 
Barcelona 1992 · 
Atlanta 1996 · 
Sydney 2000 · 
Athene 2004 · 
Peking 2008 · 
Londen 2012 · 
Rio de Janeiro 2016 · 
Tokio 2020 · 
Parijs 2024 · 
Los Angeles 2028
Medaillewinnaars
Atletiek · Boksen · Gewichtheffen · Hockey · Kaatsen (demonstratie) · Korfbal (demonstratie) · Kunstwedstrijden · Lacrosse (demonstratie) · Moderne vijfkamp · Paardensport · Roeien · Schermen · Schoonspringen · Turnen · Voetbal · Waterpolo · Wielersport · Worstelen · Zeilen · Zwemmen